# Глазер, Эрнст
Эрнст Гла́зер (нем. Ernst Glaser; 24 февраля 1904, Гамбург — 3 апреля 1979, Осло) — норвежский скрипач.

## Биография
Родился в 1904 году в Гамбурге, в еврейской семье. Учился в Берлине у Карла Флеша. В 1928 году по рекомендации своего соученика Макса Росталя сменил последнего на посту концертмейстера Филармонического оркестра Осло, на котором и оставался до 1958 года с трёхлетним перерывом во время Второй мировой войны, когда ему из-за еврейского происхождения пришлось бежать в Швецию. Известен эпизод 1941 года, когда во время юбилейного концерта к 175-летию Бергенского филармонического оркестра группа норвежских нацистов ворвалась в зал с намерением схватить солировавшего Глазера и передать его немецким оккупационным властям, однако дирижёр Харальд Хейде велел оркестрантам исполнять национальный гимн Норвегии, нападавшие растерялись и Глазер успел скрыться через кулисы. 
В 1945 вернулся в Норвегию. После отставки с поста концертмейстера Глазер продолжал играть в его составе на протяжении ещё 11 лет. В последние годы жизни дирижировал оркестром в Олесунне и вёл класс камерного ансамбля в консерватории.
Глазер оставил ряд записей, в том числе сделанных в ансамбле с женой, пианисткой Кари Орволл. Шесть коротких пьес, записанных в 1946 году, в том числе «Серенада» Эдуарда Элгара в аранжировке Йожефа Сигети, вошли в состав первого диска серии «Великие норвежские исполнители 1945—2000», выпущенного в 2006 году, — рецензент характеризует Глазера по этим записям как «довольно обаятельного исполнителя с типичной ритмической уверенностью оркестрового лидера». 
Дочь Глазера и Орволл — пианистка Лив Глазер, от более позднего брака Глазера родился сын, виолончелист Эрнст Симон Глазер.